# Шиффер, Клаудия
Кла́удия Мари́я Ши́ффер (нем. Claudia Maria Schiffer; род. 25 августа 1970, Райнберг, Северный Рейн-Вестфалия) — немецкая супермодель, киноактриса, кинопродюсер и посол доброй воли ЮНИСЕФ от Великобритании.

## Ранние годы
Родилась 25 августа 1970 года в Райнберге в семье Хайнца и Гудрун Шиффер.
У неё есть младшая сестра Анна-Каролина и два брата, Штефан и Андреас. Семья имела высокий достаток и проживала в пригороде Дюссельдорфа. Отец имел собственную юридическую практику, мать была домохозяйкой. По собственному признанию Шиффер, в подростковом возрасте она была застенчивой и неуклюжей, комплексовала из-за своего высокого роста и худощавого телосложения. Про свои школьные годы Шиффер говорит так: «Я не была звездой. Были другие девочки, которые были звёздами, которых все считали красивыми и с которыми все хотели общаться. У меня тоже были друзья, но я никогда не была на 100 % частью их компании, поскольку сильно от них отличалась».
Будучи студенткой, Шиффер работала в фирме отца. Ей было 17 лет, когда она познакомилась в одном из ночных клубов Дюссельдорфа с директором модельного агентства Metropolitan Models Мишелем Леватоном. Он убедил родителей Клаудии отпустить её в Париж ради возможности попробовать свои силы в модельном бизнесе. Сама Шиффер это неожиданное предложение посчитала случайностью и после пробной фотосессии думала, что агентство вскоре осознает ошибку и отправит её обратно.

## Карьера модели
В 1987 году Клаудия переехала в Париж. В июле 1988 года она впервые появилась на обложке французского женского журнала Elle. Вскоре Шиффер получила выгодный контракт на показ моделей от дома Chanel, с которым начала работать с показа осень-зима 1990 года. Вскоре она стала музой для директора дома Карла Лагерфельда, любившего сравнивать Клаудию с Брижит Бардо. За короткий период времени Шиффер вышла на международную модельную сцену и вместе с Синди Кроуфорд, Линдой Евангелистой, Наоми Кэмпбелл, Хеленой Кристенсен и Евой Герциговой стала одной из «изначальных супермоделей».
Шиффер является рекордсменкой среди моделей по числу фотографий на обложках журналов, что зафиксировано «Книгой рекордов Гиннесса». На 2015 год она появилась на обложках журналов более тысячи раз. Клаудия работала с такими журналами, как Cosmopolitan, Elle, Esquire, GQ, Harper’s Bazaar, Marie Claire, Playboy, Rolling Stone, Time, Vanity Fair, Vogue. Шиффер участвовала в показах почти всех ведущих модельеров.
В начале 1990-х годов Шиффер участвовала в рекламной кампании линии одежды Guess, В 1998 году подписала контракт с французской фирмой L’Oreal для продвижения её линии продуктов Elseve по уходу за волосами. Также у неё были крупные контракты с автомобильной компанией Citroën, ювелирным домом Damas, косметической компанией Revlon и рядом других. Вместе с другими супермоделями 1990-х годов, Наоми Кэмпбелл, Эль Макферсон и Кристи Тарлингтон, Шиффер стала лицом ресторана Fashion Cafe, открывшегося в Нью-Йорке в 1995 году. Карл Лагерфельд однажды назвал Шиффер «хорошо отлаженной немецкой бизнес-машиной», имея в виду её умение зарабатывать деньги. В лучшие годы Шиффер была самой высокооплачиваемой моделью мира, зарабатывая в рабочий день около 50 тыс. долларов. В 2000 году журнал Forbes оценил её годовой заработок в 9 млн долларов, а общее состояние в 2002 году — в 38 млн фунтов стерлингов.

## Другие проекты
Помимо модельной деятельности Шиффер снялась в нескольких кинофильмах (преимущественно в небольших эпизодах и камео), а также в музыкальных клипах бойз-бэнда Westlife и рок-группы Bon Jovi. В 90-х выпустила серию видеоуроков для поддержания физической формы и сохранения фигуры Claudia Schiffer's Perfectly Fit, которые стали бестселлерами. В 1995 году совместно с Наоми Кэмпбелл стала совладелицей сети ресторанов Fashion Cafe, но затем вышла из бизнеса. Также Шиффер выпускает собственные линии кашемировых изделий Claudia Schiffer Knits и декоративной косметики Claudia Schiffer Make Up.

## Личная жизнь
С 1994 по 1999 год спутником Клаудии считался иллюзионист Дэвид Копперфильд. В 2002 году после 16 месяцев знакомства Клаудия вышла замуж за британского продюсера и кинорежиссёра Мэттью Вона. У супругов трое детей: сын — Каспар (30.01.2003), дочери — Клементина (09.11.2004) и Козима Вайолет Вон Драммонд (14.05.2010).

## Фильмография
| Год  |     | Русское название           | Оригинальное название     | Роль                |
| ---- | --- | -------------------------- | ------------------------- | ------------------- |
| 1994 | ф   | Богатенький Ричи           | Richie Rich               | тренер по фитнесу   |
| 1997 | ф   | Амнезия                    | The Blackout              | Сьюзан              |
| 1999 | ф   | Футурама                   | Futurama                  | в роли себя (камео) |
| 1999 | ф   | Друзья и любовники         | Friends & Lovers          | Карла               |
| 1999 | ф   | Чёрное и белое             | Black and White           | Грета               |
| 2000 | с   | Отчаянные красотки         | Desperate But Not Serious | Джиджи              |
| 2000 | кор |                            | Meeting Genevieve         | Женевьева           |
| 2001 | ф   | Образцовый самец           | Zoolander                 | камео               |
| 2001 | в   | Погоня                     | In Pursuit                | Кэтрин Уэллс        |
| 2002 | ф   | Романтическое преступление | Life Without Dick         | Мэри                |
| 2002 | с   | Дарма и Грег               | Dharma & Greg             | Гретхен             |
| 2002 | ф   | В постели с дьяволом       | In bed with the devil     | камео               |
| 2003 | ф   | Реальная любовь            | Love Actually             | Кэрол               |